# Vladimir Bogomolov
Vladimir Osipovici Bogomolov (în rusă Владимир Осипович Богомолов; n. 3 iulie 1924, Gubernia Moscova⁠(d), RSFS Rusă, URSS – d. 30 decembrie 2003, Moscova, Rusia) a fost un scriitor sovietic și rus, agent de informații al GRU, participant la cel de-al doilea război mondial.

## Biografie
Când Bogomolov încă era elev al școlii gimnaziale nr. 71 din Moscova, Uniunea Sovietică a intrat în al doilea război mondial. A intrat în armată după ce a terminat doar șapte clase. El a început războiul ca soldat; când s-a terminat războiul, avea o companie sub comanda sa. Bogomolov a fost rănit și a primit mai multe medalii în timpul activității sale. Și-a continuat serviciul militar până în 1950 în serviciul de informații al armatei sovietice din Republica Democrată Germană. În 1950 - 1951, a stat 13 luni în închisoare fără a fi acuzat oficial. S-a retras în 1952. Una dintre povestirile sale, „Ivan” (Иван, 1957), a fost adaptată ca filmul Copilăria lui Ivan (Иваново детство, 1962) de către regizorul Andrei Tarkovski. De la publicarea povestirii „Ivan” în 1957 și până la sfârșitul vieții sale, el a refuzat categoric să adere la Uniunea Scriitorilor Sovietici, în ciuda invitațiilor regulate și persistente.
Cel mai faimos roman al său este În august 1944 (В августе 44-го…; mai bine cunoscut ca Momentul adevărului, publicat pentru prima dată în revista  Lumea nouă în 1974; tradus în limba română ca Trei în pădure... de Veronica Bârlădeanu și Nadejda Stahovski). Romanul spune povestea unui grup de trei agenți SMERȘ (cpt. Aliohin, lt. Tamanțev și lt. Blinov) care au urmat linia frontului, au restabilit ordinea și au eliminat hoții și sabotorii suspecți. Aceștia trebuie să găsească și să elimine agenții inamici care operează pe teritoriul Belarusului eliberat în spatele liniilor sovietice. Romanul este parțial spus prin corespondență și documente militare pseudo-autentice: ordine, circulare, telegrame și rapoarte. Romanul a fost publicat în peste o sută de ediții, a fost tradus în mai multe limbi și a fost ecranizat de două ori, prima dată în 1975 (neterminat, regizat de Vytautas Žalakevičius) și a doua oară în 2000 (de regizorul belarus Mihail Ptașuk). Scriitorul a refuzat să scrie scenariul ambelor filme.
A murit în dimineața zilei de 30 decembrie 2003 de o boală oncologică gravă și prelungită.

## Premii
În octombrie 1947 i s-a acordat medalia „Pentru victoria asupra Germaniei”.
La 4 noiembrie 1967, prin decretul prezidiului Forțelor Armate ale URSS, i s-a acordat Ordinul Insigna de Onoare pentru scenariile filmelor Zosia (1967, r. Mihail S. Bogin) și Copilăria lui Ivan. În 1984 a fost distins cu Ordinul Steagul Roșu al Muncii, dar a refuzat să participe la decernare. În 2003 a primit o diplomă și o medalie UNESCO „pentru contribuția remarcabilă la literatura mondială”.

## Traduceri
- Trei în pădure... (traducere a romanului В августе 44-го…), Editura Meridiane, Colecția Delfin, 1976. Traducere de Veronica Bârlădeanu și Nadejda Stahovski[15]